# Charlie Baker
Charlie Baker, właśc. Charles Duane Baker, Jr. (ur. 13 listopada 1956 w Elmira, Nowy Jork) – amerykański polityk, Gubernator Massachusetts w latach 2015-2023, członek Partii Republikańskiej.